# 1980 год в театре
1980 год в театре

## Постановки
- Хореограф Джон Ноймайер продолжил цикл симфоний Малера, начатый им в 1975 году, поставив балет Lieb' und Leid und Welt und Traum («Любовь и печаль и мир и мечта») на музыку Первой и Десятой симфоний композитора («Балет XX века», Брюссель).

## События
- Ленинградский театр юного зрителя получает имя Александра Брянцева.

## Деятели театра
- Патрик Дюпон объявлен «этуалью» Парижской оперы.

### Родились
- 14 марта, Мажейкяй, Литовская ССР — Нелли Уварова, актриса театра и кино.
- 22 мая, Москва — Андрей Чадов, российский актёр театра и кино.
- 27 июля, Москва — Сергей Лавыгин, российский актёр театра и кино.
- 30 июля, Ленинград — Алёна Семёнова, актриса театра и кино.
- 10 августа, Ленинград — Игорь Растеряев, российский актёр театр и кино, автор и исполнитель песен.
- 21 октября, Москва — Саид Дашук-Нигматулин, актёр театра и кино.
- 15 декабря, Москва — Юрий Колокольников, российский и канадский актёр театра и кино.

### Скончались
- 18 февраля, Москва — Вадим Ганшин, актёр театра и кино.
- 18 марта — Григор Вачков, болгарский актёр театра, кино и телевидения
- 9 марта, Москва — Николай Боголюбов, актёр театра и кино, народный артист РСФСР (1945).
- 28 марта — Григол Ткабладзе, актёр театра и кино, народный артист Грузинской ССР.
- 23 мая, Минск — Лариса Александровская, оперная певица и режиссёр, народная артистка СССР (1940).
- 23 июля — Зундуйн Цэндэхуу, монгольский театральный деятель, актёр, режиссёр. Народный артист МНР (1955).
- 25 июля, Москва — Владимир Высоцкий, актёр театра и кино, поэт и певец-песенник.
- 4 сентября, Москва — Эраст Гарин, актёр, режиссёр и сценарист, лауреат Сталинской премии (1941), народный артист СССР (1977).
- 30 сентября, Москва — Анатолий Кторов, актёр театра и кино, народный артист СССР (1963).
- 5 октября — Уринбой Рахмонов, основатель и артист Ошского узбекского драмтеатра имени Бабура.
- 3 ноября, Москва — Любовь Добржанская, актриса театра и кино, лауреат Сталинской премии (1951), народная артистка СССР (1965).